# آیاکا فوجیموتو
آیاکا فوجیموتو (انگلیسی: Ayaka Fujimoto؛ زادهٔ ۲۸ دسامبر) صداپیشگی در ژاپن اهل ژاپن است.